# Elisabeth Caland
Elisabeth Caland, född 1862 i Rotterdam, död 26 januari 1929 i Berlin, var en tysk pianopedagog.
Caland var 1898-1915 prianolärarinna i Berlin, senare i Gehlsdorf vid Rostock. Hon utgav flera för den moderna, psyko-fysiologiska pianometodiken grundläggande arbeten, såsom Die Deppesche Lehre des Klavierspiels (1897-), Praktischer Lehrgang des künstlerischen Klavierspiels (1912-) med flera.